# 2007 au Canada
Pour un article plus général, voir Chronologie du Canada.
Cet article traite des événements qui se sont produits durant l'année 2007 au Canada.

## Évènements

### Janvier 2007
- 17 janvier : La Senza est racheté par la société américaine Limited Brands.
- 22 janvier : une polémique se développe à l'encontre de Ségolène Royal, alors qu'après avoir reçu à Paris, le chef du Parti québécois, André Boisclair, elle déclare que sa position « reflétait des valeurs communes, soit la liberté et la souveraineté du Québec. »

### Février 2007
- 3 février : à la joute des Flames de Calgary, la jeune chanteuse Cri Akina Shirt est la première personne à chanter le "Ô Canada" en langue amérindienne lors d'un événement sportif.

- 8 février : élection générale de l'Ontario à Burlington, Markham et York.

- 19 février : durant une interview en direct à l'antenne de CKRS au Saguenay, l'animateur Louis Champagne a demandé au candidat du Parti québécois Sylvain Gaudreault : "À Jonquière, quand tu te montres avec un autre homosexuel (André Boisclair), est-ce que tu fais face à la question, 'Est-ce que le parti québécois est un club de tapette?'".

- 20 février : le gouvernement canadien et Bill Gates annoncent un plan pour venir en aide à l'Initiative fédérale de lutte contre le VIH/sida au Canada. Le don s'élève à 139 millions CND, afin de combattre le virus du SIDA.

- 21 février : le Premier Ministre Jean Charest lance la campagne électorale par la dissolution du Parlement. Les Québécois seront appelés aux urnes le 26 mars 2007.

### Mars 2007
- 13 mars : le recensement canadien de 2006 est soumis; la population du Canada s'élève à 31 612 897. Le recensement de 2006 inclut pour la première fois dans l'histoire canadienne les trois territoires (Yukon, Territoires du Nord-Ouest et le Nunavut) qui ont une population combinée de plus de 100 000 personnes.

- 19 mars : dépôt du budget fédéral par le ministre Flaherty.

- 26 mars : élection générale au Québec — le Parti libéral du Québec perd sa majorité, mais réussit néanmoins à former un gouvernement minoritaire. L'Action démocratique forme l'opposition officielle pour la première fois.

### Avril 2007
- Adoption de la Déclaration des droits des anciens combattants
- 3 au 10 avril : Championnat du monde féminin de hockey sur glace à Winnipeg et Selkirk au Manitoba.
- 26 avril : inauguration du métro de Laval

### Mai 2007
- 22 mai : élection générale au Manitoba - le Nouveau Parti démocratique conserve sa troisième majorité à l'Assemblée législative ; le Parti progressiste-conservateur forme l'opposition officielle.

- 28 mai : élection générale à l'Île-du-Prince-Édouard - le gouvernement progressiste-conservateur est défait par le Parti libéral et Robert Ghiz succède à Pat Binns au poste de Premier ministre.

### Juin 2007
- Du 8 au 10 juin : Grand Prix du Canada.

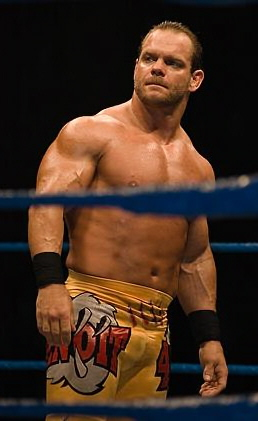
Chris Benoit

- 25 juin : mort du catcheur Chris Benoit (40 ans), suicidé après avoir tué sa femme et son fils de sept ans.

- 26 juin : Pauline Marois devient chef du Parti québécois.

- Du 30 juin au 22 juillet : coupe du monde de football des moins de 20 ans

### Juillet 2007
- 26 juillet : Coupe du monde de marathon FINA de nage en eau libre au lac Saint-Jean
- 26 au 29 juillet : Championnats du monde de BMX à Victoria

- 31 juillet : disparition de la jeune québécoise de 9 ans Cédrika Provencher.

### Août 2007
- Une vague de chaleur atteint le Québec, d’ailleurs la Région de l'Abitibi-Témiscamingue bat le

record de chaleur enregistré cette année-là !

### Octobre 2007
- 1er octobre : élection générale dans les Territoires du Nord-Ouest Joe Handley succède Floyd Roland.

- 3 octobre : début de la saison régulière des Canadiens de Montréal de la saison 2007-08.

- 9 octobre : élection générale à Terre-Neuve-et-Labrador - le Parti progressiste-conservateur conserve sa majorité à la Chambre d'assemblée ; le Parti libéral forme l'opposition officielle.

- 10 octobre : élection générale en Ontario - le Parti libéral conserve sa majorité à l'Assemblée législative ; le Parti progressiste-conservateur forme l'opposition officielle.

### Novembre 2007
- 5 au 11 novembre : Défi mondial junior A au Cominco Arena à Trail
- 7 novembre : Élection générale en Saskatchewan - le gouvernement NPD Saskatchewanaise est défait par le Parti saskatchewanais reprend le pouvoir pour la première fois et Brad Wall succède à Lorne Calvert au poste de Premier ministre.

### Décembre 2007
- x

## À surveiller
- Grande région de Montréal : début de la construction de la ligne de Repentigny-Mascouche de train de banlieue.
- Élection générale fédérale (probable, date non fixée)
- Championnat du monde de Scrabble classique à Québec.
- Six Jours de Burnaby

## Gouvernements
Exécutif:
- Monarque - Élisabeth II
- Gouverneur général - Michaëlle Jean
- Commissaire du Nunavut - Ann Meekitjuk Hanson (en)
- Commissaire des Territoires du Nord-Ouest - Tony Whitford (en)
- Commissaire du Yukon - Geraldine Van Bibber
- Lieutenant-gouverneur de l'Alberta - Norman Kwong
- Lieutenant-gouverneur de la Colombie-Britannique - Iona Campagnolo puis Steven Point
- Lieutenant-gouverneur de l'Ontario - James Bartleman (en) puis David Onley
- Lieutenant-gouverneur de l'Île-du-Prince-Édouard - Barbara Hagerman
- Lieutenant-gouverneur du Manitoba - John Harvard
- Lieutenant-gouverneur du Nouveau-Brunswick - Herménégilde Chiasson
- Lieutenant-gouverneur de Nouvelle-Écosse - Mayann Francis
- Lieutenant-gouverneur du Québec - Lise Thibault puis Pierre Duchesne
- Lieutenant-gouverneur de la Saskatchewan - Gordon Barnhart
- Lieutenant-gouverneur de Terre-Neuve-et-Labrador - Edward Roberts (en)

Législatif:
- Premier ministre du Canada - Stephen Harper
- Premier ministre de l'Alberta - Ed Stelmach
- Premier ministre de la Colombie-Britannique - Gordon Campbell
- Premier ministre du Manitoba - Gary Doer
- Premier ministre du Nouveau-Brunswick - Shawn Graham
- Premier ministre de Terre-Neuve-et-Labrador - Danny Williams
- Premier ministre de la Nouvelle-Écosse - Rodney MacDonald
- Premier ministre de l'Ontario - Dalton McGuinty
- Premier ministre de l'Île-du-Prince-Édouard - Robert Ghiz (élu le 28 mai 2007 face au sortant Pat Binns)
- Premier ministre du Québec - Jean Charest
- Premier ministre de la Saskatchewan - Brad Wall (élu le 7 novembre 2007 face au sortant Lorne Calvert)
- Premier ministre des Territoires du Nord-Ouest - Joe Handley puis Floyd Roland
- Premier ministre du Nunavut - Paul Okalik
- Premier ministre du Yukon - Dennis Fentie

## Naissances en 2007
- x

## Décès en 2007
- 6 janvier
  - Yvon Durelle, boxeur.
  - Charmion King, actrice.
  - Yvonne De Carlo, actrice.
- 15 janvier : James Hillier, inventeur.
- 19 janvier : Denny Doherty, acteur et compositeur.
- 14 février : Ryan Larkin, réalisateur de films d'animation.
- 19 février : Celia Franca, danseuse de ballet.
- 19 mars : Robert Dickson, poète.
- 10 avril : Charles Philippe Leblond, biologiste.
- 28 avril : Lloyd Crouse, lieutenant-gouverneur de la Nouvelle-Écosse.
- 6 juin : Jean Gauvin, ancien homme politique.
- 10 juin : John Ostashek, ancien premier ministre du Yukon.
- 21 juin : Peter M. Liba (en), lieutenant-gouverneur du Manitoba.
- 25 juin : Chris Benoit, catcheur canadien.
- 23 août : William John McKeag, lieutenant-gouverneur du Manitoba.
- 30 octobre : Robert Goulet, chanteur et acteur.
- 27 novembre : Jane Vance Rule, écrivaine.
- 23 décembre : Oscar Peterson, pianiste et compositeur.